# تامارا هاکوبیان
تامارا هاکوبیان (ارمنی: Թամարա Հակոբյան؛ انگلیسی: Tamara Hakobyan زادهٔ ۱۵ آوریل ۱۹۸۲) روزنامه‌نگار، مجری تلویزیون اهل ارمنستان است.

## زندگی‌نامه
وی در ۱۵ آوریل ۱۹۸۲ در ایروان به دنیا آمد و در دانشگاه دولتی ایروان فارغ‌التحصیل گشت. 